# Donczo Żekow
Donczo Pamukow Żekow (bułg. Дончо Памуков Жеков; ur. 1 sierpnia 1952 w Mominej cyrkwie) – bułgarski zapaśnik walczący w stylu wolnym. Olimpijczyk z Montrealu 1976, gdzie zajął czwarte miejsce w kategorii do 68 kg.
Wicemistrz świata w 1974. Mistrz Europy w 1974 roku.